# Serbia na World Games 2017
Serbię na World Games 2017 reprezentowało 8 sportowców.

## Zdobyte medale

### Konkurencje podstawowe
| Medal | Zawodnik   | Dyscyplina          | Konkurencja       |
| ----- | ---------- | ------------------- | ----------------- |
| Złoto | Stasa Gejo | Wspinaczka sportowa | Wspinaczka kobiet |

### Konkurencje pokazowe
| Medal | Zawodnik             | Dyscyplina  | Konkurencja |
| ----- | -------------------- | ----------- | ----------- |
|       | Slobodan Mijajnović  | Kick-boxing | do 67 kg    |
|       | Aleksandar Menković  | Kick-boxing | do 81 kg    |
|       | Aleksandar Konovalov | Kick-boxing | do 63,5 kg  |

## Reprezentanci

### Kobiety
| Zawodniczka   | Konkurencja         | Kategoria         | Rezultat | Uwagi                                             |
| ------------- | ------------------- | ----------------- | -------- | ------------------------------------------------- |
| Stasa Gejo    | Wspinaczka sportowa | Wspinaczka kobiet |          |                                                   |
| Teodora Manić | Kick-boxing         | do 65 kg          |          | W finale przegrała z Holenderką Sarel De Jong 3:0 |

### Mężczyźni
| Zawodnik             | Konkurencja | Kategoria     | Rezultat    |
| -------------------- | ----------- | ------------- | ----------- |
| Ljubo Jalovi         | Kick-boxing | do 75 kg      | ćwierćfinał |
| Aleksandar Konovalov | Kick-boxing | do 63,5 kg    |             |
| Aleksandar Menković  | Kick-boxing | do 81 kg      |             |
| Slobodan Mijajnović  | Kick-boxing | do 67 kg      |             |
| Saša Polugić         | Kick-boxing | do 91 kg      | ćwierćfinał |
| Karoly Koroknay      | Łucznictwo  | indywidualnie | eliminacje  |